# Сесілі Веллемберг
Сесілі Фео Фелайн (дан. Cecilie Feo Feline), при народженні Сесілі Веллемберг (дан. Cecilie Wellemberg; нар. 21 липня 1994, Герсгольм, Данія) — данська модель, блогерка та інфлюєнсерка. Переможниця конкурсу Miss Universe Denmark 2015 та представниця Данії у Міс Всесвіт від Данії.

## Біографія
Сесілі Веллемберг була студенткою бізнес-школи Копенгагена в Данії. Вона закінчила ступінь бакалавра з бізнес-економіки та комунікацій 13 липня 2017 року. Наразі є данською інфлюенсеркою та блогеркою.
У 2015 році змінила ім'я на Cecilie Feo Feline після візиту до нумеролога.

### Модельна кар'єра
Сесілі почала кар'єру моделі з 12 років, брала участь у данському Elite Model Look у 2011 році. Після конкурсу підписала контракт з Elite Models.
Працювала водночас моделлю високої моди та комерції. Стала обличчям великого данського модного бренду Buch Copenhagen, що розташований у Копенгагені.
Водночас змагалася в Міс Всесвіту Данії й перемогла. Після участі у національному конкурсі вона взяла участь у Міс Всесвіт, де посіла 17 місце.

### Міс Всесвіт Данія 2015
Сесілі була коронована титулом Міс Данія-2015 15 серпня 2015 року. Вона представляла Рюнгстер на конкурсі Face of Denmark, закріпивши там звання Miss Universe Denmark 2015 року. Face of Denmark відбувся вперше у 2015 році після того, як колишній директор Міс Данія втратив франшизу для Міс Всесвіту.
У титулі Міс Всесвіт Данія Сесілі Фео Фелайн була амбасадоркою Данії та прикладом для молодих жінок. Представляла країну в Miss Universe 2015.